# Rock the Kasbah
Rock the Kasbah é um filme de comédia produzido nos Estados Unidos, dirigido por Barry Levinson e lançado em 2015.